# Gnatholepis volcanus
Gnatholepis volcanus és una espècie de peix de la família dels gòbids i de l'ordre dels perciformes.

## Morfologia
- Els mascles poden assolir 10 cm de longitud total.[1][2]

## Hàbitat
És un peix d'aigua dolça, de clima tropical i demersal.

## Distribució geogràfica
Es troba a Àsia: llac Taal (Batangas, illa de Luzon, les Filipines).

## Observacions
És inofensiu per als humans.